# Brenda Fruhvirtová
Brenda Fruhvirtová (Praga, 2 aprile 2007) è una tennista ceca.

## Biografia
Brenda è nata il 2 aprile 2007 nella Repubblica Ceca. È la sorella minore di Linda Fruhvirtová, anche lei tennista. Linda e Brenda si allenano entrambe alla Mouratoglou Academy, nel sud della Francia, dal 2017.

## Carriera sportiva

### Carriera juniores
Nel 2018, la Fruhvirtová ha vinto il torneo U12 Eddie Herr all'età di dieci anni.
Nel 2019, Brenda e Linda hanno vinto il torneo di doppio al Les Petits As; la sorella ha conquistato anche il torneo nel singolare quell'anno, mentre nel successivo è stata Brenda a vincere il torneo in singolare. Le sorelle Fruhvirtová sono diventate le prime tenniste membri della stessa famiglia ad aggiudicarsi il torneo in due anni consecutivi.
Nel luglio 2020, la Fruhvirtová ha sconfitto la numero 54 del mondo Kateřina Siniaková durante un torneo di esibizione in Repubblica Ceca. Un paio di settimane dopo, partecipa all'Ultimate Tennis Showdown (UTS) alla Mouratoglou Academy. È stata una delle quattro giocatrici a competere nella prima edizione femminile dell'evento. Viene sconfitta da Alizé Cornet.
Nel settembre 2020, riceve una wild card dalla Federazione Tennis Francese per competere al torneo juniores degli Open di Francia 2020. All'età di tredici anni, è la giocatrice più giovane ad aver preso parte all'evento.

### 2021-2022: vincitrice più giovane di un torneo ITF, debutto nel circuito maggiore, 27 vittorie consecutive
Brenda ha fatto il suo debutto in un torneo del circuito maggiore nel 2021 al torneo WTA 125 di Seul, dove vince un incontro che le consente di guadagnare punti ed entrare per la prima volta nel ranking WTA.
All'età di 14 anni, 10 mesi e 4 giorni, la Fruhvirtová diventa la campionessa ITF più giovane superando il record della statunitense Claire Liu del 2015 (14 anni e 9 mesi), conquistando il suo primo titolo nel $25.000 disputatosi a Tucumán in Argentina. Vince il secondo titolo nello stesso evento la settimana successiva. Grazie agli ottimi risultati raggiunti viene premiata con una wild card per partecipare alle qualificazioni del torneo WTA 250 Abierto Zapopan 2022. Grazie alle vittorie sull'ex numero 5 del mondo Sara Errani e su Leonie Küng fa il suo debutto nel tabellone principale di un torneo WTA, dove però viene sconfitta in due set dalla sesta testa di serie ed ex numero 3 del mondo Sloane Stephens.
Nel giugno 2022 Brenda prende parte al torneo da $25.000 di Klosters e conquista il titolo sia nel singolare sia nel doppio, in coppia con Miriam Bulgaru. Ad agosto vince il quarto titolo ITF in carriera a Danderyd dove in finale prevale su Mona Barthel con lo score di 6-1, 6-3. In doppio con la stessa Barthel, si ferma alla semifinale. La settimana successiva si aggiudica il quinto titolo ITF, al $25.000 di Mogyoród dove in finale infligge un netto 6-0, 6-0 a Luisa Meyer Auf der Heide. Anche in quella seguente vince un titolo ITF senza cedere un set, a Braunschweig, dove stabilisce una striscia di 20 vittorie consecutive. A settembre torna in campo e si aggiudica il 7º titolo ITF, a Pula dove batte Jessica Pieri in finale (6-4, 2-0 rit.). Un mese dopo vince un altro titolo a Pula dominando il match nell'ultimo atto contro Ylena In-Albon (6-0, 6-1), raggiungendo così la 50ª vittoria in carriera, contro le sole 7 sconfitte. Il 7 novembre diventa n° 139 del mondo.

### 2023: esordio agli Australian Open e ai WTA 1000 di Miami e Madrid
Nel 2023, dopo una sconfitta subita al torneo di Auckland contro Leylah Fernandez, prende parte per la prima volta alla qualificazioni di un torneo del Grande Slam e vince i tre incontri, entrando così nel main-draw dell’Australian Open dove cede in due parziali ad Aljaksandra Sasnovič al primo turno. A marzo si aggiudica il primo titolo in carriera della categoria ITF $40.000 sul cemento di Bangalore. Prende poi parte ai due WTA 1000 di Miami e di Madrid grazie a due wild card ma in entrambi i casi non supera il primo turno.

## Statistiche ITF

### Singolare

#### Vittorie (15)
| Torneo $100.000 (0) |
| Torneo $80.000 (0)  |
| Torneo $60.000 (1)  |
| Torneo $40.000 (4)  |
| Torneo $25.000 (10) |
| Torneo $15.000 (0)  |

| N.  | Data              | Torneo                                           | Superficie  | Avversaria in finale      | Punteggio      |
| 1.  | 6 febbraio 2022   | Club Las Lomitas, Provincia di Tucumán           | Terra rossa | Carolina Alves            | 6-3, 6-3       |
| 2.  | 13 febbraio 2022  | Club Las Lomitas, Provincia di Tucumán           | Terra rossa | Paula Ormaechea           | 6-3, 1-6, 6-4  |
| 3.  | 26 giugno 2022    | Swiss Tennis International Tour, Klosters        | Terra rossa | Michaela Bayerlová        | 7-5, 7-5       |
| 4.  | 14 agosto 2022    | Good to Great Open, Danderyd                     | Terra rossa | Mona Barthel              | 6-1, 6-3       |
| 5.  | 21 agosto 2022    | Open Teniszvölgy Kupa, Mogyoród                  | Terra rossa | Luisa Meyer auf der Heide | 6-0, 6-0       |
| 6.  | 28 agosto 2022    | BTHC Womens Open, Braunschweig                   | Terra rossa | Noma Noha Akugue          | 6-3, 6-1       |
| 7.  | 18 settembre 2022 | ForteVillage ITF Trophy, Pula                    | Terra rossa | Jessica Pieri             | 6-4, 2-0, rit. |
| 8.  | 23 ottobre 2022   | ForteVillage ITF Trophy, Pula                    | Terra rossa | Ylena In-Albon            | 6-0, 6-1       |
| 9.  | 12 marzo 2023     | KSLTA ITF World Tennis Tour, Bangalore           | Cemento     | Ankita Raina              | 0-6, 6-4, 6-0  |
| 10. | 6 agosto 2023     | Hechingen Ladies Open, Hechingen                 | Terra rossa | Živa Falkner              | 6-3, 6-1       |
| 11. | 13 agosto 2023    | Leipzig Open, Lipsia                             | Terra rossa | Dar'ja Astachova          | 6-3, 6-3       |
| 12. | 3 settembre 2023  | SIERS ITF World Tennis Tour Oldenzaal, Oldenzaal | Terra rossa | Anouk Koevermans          | 7-5, 6-2       |
| 13. | 29 ottobre 2023   | ForteVillage ITF Trophy, Pula                    | Terra rossa | Guillermina Naya          | 6-4, 6-3       |
| 14. | 12 novembre 2023  | Heraklion Women's, Heraklion                     | Terra rossa | Ekaterina Makarova        | 6-1, 6-3       |
| 15. | 25 novembre 2023  | Women's Guadalajara City, Guadalajara            | Terra rossa | Valerija Strachova        | 6-1, 6-3       |

### Doppio

#### Vittorie (1)
| Torneo $100.000 (0) |
| Torneo $80.000 (0)  |
| Torneo $60.000 (0)  |
| Torneo $40.000 (0)  |
| Torneo $25.000 (1)  |
| Torneo $15.000 (0)  |

| N. | Data           | Torneo                                    | Superficie  | Compagna       | Avversarie in finale              | Punteggio |
| 1. | 25 giugno 2022 | Swiss Tennis International Tour, Klosters | Terra rossa | Miriam Bulgaru | Tayisiya Morderger Yana Morderger | 6-0, 6-1  |